# Éthique et culture religieuse
Pour les articles homonymes, voir ECR.
 (juillet 2023).
Éthique et culture religieuse (ECR) est un programme scolaire obligatoire dans le système éducatif primaire et secondaire au Québec. Enseigné dès 2008 en remplacement des cours de morale ou de religion, il est réformé après une décennie d'existence et devient Culture et citoyenneté québécoise à partir de 2022. Il disparaîtra complètement en 2024.

## Historique
Enseigné à tous les niveaux du primaire et du secondaire à l’exception du troisième secondaire, ce programme remplace l’ancien régime d’option entre les programmes d’enseignement religieux catholique ou protestant et le programme d’enseignement moral. Il est obligatoire dans toutes les écoles privées et publiques du Québec (sauf celles relevant de la Commission scolaire Kativik,) sans possibilité d’exemption.
Éthique et culture religieuse est progressivement remplacé par le programme Culture et citoyenneté québécoise (CCQ) à partir de la rentrée 2022, dans le but de s'y substituer dans toutes les écoles en 2024. Le CCQ n'est pas un cours d'introduction au droit québécois, mais plutôt un cours d'introduction aux valeurs sociales et politiques québécoises, lequel vise une compétence « ancrée dans la sociologie » ,. Le nouveau cours comporte un volet « pensée critique de la religion », ce qui porte certains juristes (par ailleurs favorables au cours) à craindre une contestation judiciaire au motif que l'État veuille influencer les croyances ou pratiques religieuses des jeunes.

## Contenu
Le programme d’ECR s’inscrit dans l’approche par compétences, une conception de l’enseignement qui repose en priorité sur le développement de savoir, savoir-faire et savoir-être. Dans le programme d’ECR, ces trois compétences sont : réfléchir sur des questions éthiques (volet éthique), manifester une compréhension du phénomène religieux (volet culture religieuse) et pratiquer le dialogue (volet dialogue). Le programme est entièrement construit autour de ces trois compétences, dont il précise le sens, les composantes, les critères d’évaluation, ainsi que de thèmes et éléments de contenu correspondant à chaque cycle du parcours scolaire des enfants et ados. Ces compétences elles-mêmes découlent des deux grandes finalités du programme, qui constituent l’horizon ultime du programme d’ECR. Ces finalités sont la reconnaissance de l’autre et la poursuite du bien commun.

## Appui au programme

### Partisans
Parmi les partisans du programme d'éthique et de culture religieuse, on peut citer :
1. Le Parti libéral du Québec au pouvoir lors de la conception et de l'implantation du programme. La ministre Michelle Courchesne a toujours refusé de rencontrer les parents qui s'opposent à ce cours[7]. Pour celle-ci, « On ne négocie pas un virage aussi important sans écraser d'orteils »[8]. La ministre a également affirmé en conférence de presse qu'« elle ne fera aucune concession et (qu'elle) refuse les exemptions pour les parents qui voudraient retirer leur enfant du nouveau cours »[9].
2. Les rédacteurs du rapport Bouchard-Taylor, publié en mai 2008, qui recommandaient au gouvernement de « faire une promotion énergique du nouveau cours d’Éthique et de culture religieuse »[10].
3. Des philosophes comme Georges Leroux pour qui le programme « doit inculquer le respect absolu de toute position religieuse »[11] et fournir « une éducation où les droits qui légitiment la décision de la Cour suprême [sur le kirpan], tout autant que la culture religieuse qui en exprime la requête, sont compris de tous et font partie de leur conception de la vie en commun »[12] Georges Leroux a longuement justifié l'imposition du programme ECR lors du procès de Drummondville, il s'y est qualifié de jacobin et de pluraliste normatif[13].
4. Des associations dont l'Association québécoise en éthique et culture religieuse (AQECR)[14].
5. Des enseignantes et enseignants qui ont défendu le programme à travers diverses tribunes[15].

Plusieurs enseignants revendiquent aujourd'hui l'instauration d'un cours d'ECR 2.0. S'ils considèrent que l’enseignement des phénomènes religieux a sa place à l'école, ces derniers considèrent que le cours comporte des lacunes qui doivent être corrigées.

### Apports et avantages
Selon le MELS, le programme d'Éthique et culture religieuse a plusieurs avantages pour l'individu vivant dans une société multiculturelle. Le volet éthique amène l'enfant à réfléchir avec rigueur sur des aspects de certaines réalités sociales et sur des sujets tels que la justice, le bonheur, les lois et les règlements. Il vise également à se poser des questions telles que : Quelle valeur devrait guider les gens dans leurs relations en société? Qu'est-ce qu'un un comportement acceptable et un comportement inacceptable? Qu'est-ce qui caractérise ces comportements? Ces réflexions lui permettent de s'exprimer avec sa propre opinion devant des situations auxquelles il fera face. Le volet de culture religieuse, quant à lui, permet à l'élève de comprendre certaines réalités que peuvent vivre ses confrères en lui transmettant des informations concernant leurs mœurs, leurs coutumes, leurs traditions, etc. Touchant à toutes les grandes religions, du début de leur histoire jusqu'à aujourd'hui. Ce programme permet à l'élève d'élargir ses connaissances et ses horizons à l'égard des individus qui l'entourent.

## Opposition au programme

### Opposants
Les critiques quant à ce programme proviennent de plusieurs secteurs :
1. Certains nationalistes et des sociologues comme Joëlle Quérin qui, dans son étude[17], affirme que le but du cours est de formater l'esprit des jeunes à la doctrine multiculturaliste, au relativisme moral et à l'acceptation de tout accommodement religieux.
2. Des parents catholiques, protestants et chrétiens orthodoxes considèrent que le cours est un cours de relativisme religieux et évacue la dimension religieuse de la morale. Ces opposants sont principalement réunis dans la Coalition pour la liberté en éducation[18]. La critique de ces parents s'appuie sur l'analyse du programme ainsi que sur l'analyse du matériel didactique : manuels[19] et cahiers d'activité[20].
3. Les juifs orthodoxes[21] (et Pierre Anctil[22]) se sont également opposés à l'imposition de ce programme dans leurs écoles.
4. Le Mouvement laïque québécois dénonce l’amalgame de l’enseignement de l’éthique et de la culture religieuse dans un même cours.
5. Les évêques catholiques du Québec ont envoyé à la ministre Courchesne une lettre le 15 septembre 2009 [23] dans laquelle ils déclarent que « la place et le traitement de la tradition chrétienne dans les manuels approuvés pour le primaire ne respectent pas les prescriptions du programme » et que « la formation des maîtres est largement insuffisante et les guides pédagogiques sont encore inexistants. » La Table de concertation protestante sur l'éducation (TCPE) a envoyé une lettre[24] le 9 décembre 2009 allant en substance dans le même sens.
6. L'Action démocratique du Québec (ADQ) demande un moratoire sur l'imposition du cours à l'école primaire. Cette idée a été reprise par la CAQ à la suite d'une proposition d’Éric Caire. Éric Caire a déjà été député adéquiste. Il a quitté le caucus adéquiste pour siéger comme indépendant, et s'est rallié à la CAQ à la suite de l’absorption de l’ADQ par la CAQ.
7. Certains athées qui se sentent quasi ignorés par le programme et qui considèrent cette incursion de la religion dans leur philosophie d'éducation comme une atteinte à leur liberté de pensée[25].
8. Le Parti québécois (PQ) de Jean-François Lisée propose également de revoir le cours, en le remplaçant plutôt par un cours d'Éthique et citoyenneté québécoise[26],[27].

### Procès contre l'imposition du programme ECR
Deux procès ont été intentés contre, d'une part, une commission scolaire dans la région de Drummondville qui refusait à des parents d'exempter leurs enfants conformément à l'article 222 de la Loi sur l'instruction publique du Québec et, d'autre part, le ministère de l'Éducation qui refusait à une école secondaire privée de Notre-Dame-de-Grâce, la Loyola High school, la possibilité de substituer au programme ECR son propre programme, pour qu'il se conforme à sa vocation de collège catholique.

#### Arrêt S.L. c. Commission scolaire des Chênes
L'affaire S.L. c. Commission scolaire des Chênes a été entendue le mercredi 18 mai 2011 par le plus haut tribunal du Canada. La Cour suprême a publié sur son site un résumé des questions de droit en jeu selon elle. Le mémoire des parents se retrouve ici. La Cour suprême a conclu que le cours ECR ne violait pas la liberté de religion car exposer les enfants au pluralisme et à différentes croyances religieuses n'est pas attentatoire à cette liberté.

#### Arrêt École secondaire Loyola
Le procès de Loyola a duré cinq jours, on trouvera le compte-rendu du procès, la requête du collège, lettre à la ministre, plaidoirie des deux parties.
La cour suprême en est venue à la conclusion que la seule réponse à la demande d’exemption de Loyola qui soit conforme à la Constitution consiste à lui donner une suite favorable.